# Haft Sang (serie de televisión)
Haft Sang (en persa: هفتسنگ; "Siete Rocas") fue una serie de televisión iraní emitida por la Radiotelevisión de la República Islámica de Irán. Se trata de una adaptación no autorizada (es tomada por una copia) de la serie de televisión estadounidense Modern Family, que comenzó a transmitirse en 2014 un día después del comienzo del Ramadán. Lleva el nombre de «haft sang» o lagori, un juego para niños. Cada episodio dura alrededor de 40 a 50 minutos, el doble de tiempo que cada episodio de la versión original estadounidense. 20th Century Fox no autorizó la producción de esta serie, y es una nueva versión cuadro por cuadro de la versión estadounidense. Algunas subtramas en la versión estadounidense no están presentes en Haft Sang. Sina Haghighi, un usuario de YouTube de Irán, afirmó que, por lo tanto, la serie tiene un ritmo más lento en comparación con la versión estadounidense.

## Personajes
Mohsen y Leila son las versiones de Haft Sang de Phil y Claire, mientras que Shaahin y Shadi son las versiones de Haft Sang de Luke y Alex. El personaje de Haley se cambia a Amir, un adolescente. Dylan es reemplazado por Anoush, que es amigo de Amir. A partir de 2015, no se permite la representación de amistades entre niños y niñas de cualquier edad en la televisión iraní.

Los equivalentes iraníes de Mitch y Cam son una pareja heterosexual, Behrooz y Elham; este último es infértil, por lo que la pareja adopta.
Las versiones iraníes de Jay, Gloria y Manny son Nasir, Mehri y Hamed.